# Vanuatu en los Juegos Olímpicos de Sídney 2000
Vanuatu estuvo representado en los Juegos Olímpicos de Sídney 2000 por tres deportistas, dos hombres y una mujer, que compitieron en dos deportes.
La portadora de la bandera en la ceremonia de apertura fue la atleta Mary-Estelle Kapalu. El equipo olímpico vanuatuense no obtuvo ninguna medalla en estos Juegos.